# Zwariowana noc
Zwariowana noc – polski film wojenny z 1967 roku, w reżyserii Zbigniewa Kuźmińskiego, na podstawie powieści Natalii Rolleczek.

## Główne role
- Janusz Gajos – słowacki partyzant Stanko
- Jerzy Karaszkiewicz – polski partyzant Franek
- Andrzej Gazdeczka – żołnierz węgierski Janos
- Zygmunt Malawski – porucznik Hans Wolf
- Mieczysław Stoor – kapitan Vogel
- Maria Gella – starsza pani baronowa
- Barbara Ludwiżanka – guwernantka Róża
- Krystyna Chmielewska – Marika
- Hanna Małkowska – młoda pani baronowa
- Krystyna Sienkiewicz – służąca Cesia

## Fabuła
Trzej partyzanci - Polak, Słowak i Węgier - ukrywają się w starym zamku, gdzieś blisko granicy Polski. W zamku mieszka stara baronowa, jej mali dalecy krewni - Marika z braciszkiem, wierny sługa Józef, służąca i guwernantka. Pomagają im unieszkodliwić Niemców, którzy ich ścigają.